# 仙北警察署
仙北警察署（せんぼくけいさつしょ）は、秋田県仙北市にある秋田県警察が管轄する警察署の一つである。

## 管轄区域
- 仙北市

## 所在地
- 秋田県仙北市角館町西野川原34-6

## 内部組織
- 警務課
  - 広報広聴係
  - 警務係
  - 被害者支援係

- 会計課
  - 会計係

- 生活安全課
  - 生活安全係
  - 女性安全対策係
  - 少年係

- 地域課
  - 地域係
  - 機動警ら係

- 刑事課
  - 庶務係
  - 捜査係
  - 鑑識係

- 交通課
  - 交通係

- 警備課
  - 警備係

## 沿革
沿革は公式ホームページより。
- 1954年（昭和29年）7月1日 - 警察法改正により角館町上新町に秋田県角館警察署が発足。
- 1957年（昭和32年）12月25日 - 角館町岩瀬字小館に庁舎を新築移転。
- 1980年（昭和55年）3月21日 - 現在地に庁舎を新築移転。
- 2005年（平成17年）
  - 4月1日：旧仙北郡中仙町の管轄を大仙警察署へ移管する。
  - 9月20日：角館警察署から仙北警察署に名称を変更する。

## 交番
- 田沢湖交番 - 仙北市田沢湖生保内字宮ノ後9-2
- 角館駅前交番 - 仙北市角館町中菅沢94-145

## 駐在所
- 桧木内駐在所 - 仙北市西木町桧木内字松葉266-8
- 西木駐在所 - 仙北市西木町上荒井字屋79-1
- 神代駐在所 - 仙北市田沢湖卒田字上真崎野201-6
- 中川駐在所 - 仙北市角館町川原寺前28-2
- 雲沢駐在所 - 仙北市角館町西長野熊堂82-7

## 主な事件
- 田沢湖町の一家5人殺し - 1961年6月16日夜、仙北郡田沢湖町卒田黒倉（現：仙北市田沢湖卒田黒倉）で東北電力神代発電所機械係の男性と妻（ともに当時33歳）、長男（当時9歳）、長女（当時7歳）、三男（当時3歳）の一家5人が鉞で殴り殺された事件[2]。